# Hydraulisk radialkolvmotor
Hydraulisk radialkolvmotor är en hydraulmotor med deplacerande kolvar som genom linjära fram och återgående rörelser i radiell led trycker rullar mot en kamkurva och på det sättet överför ett moment till en alt. (1) roterande utgående axel vid stillastående kamkurva eller alt. (2) vid roterande kamkurva överför ett moment till det roterande motorhuset. Fluiden som motorn arbetar med är vanligen hydraulolja. Radialkolvmotorer finns i en rad olika utföranden och tillverkas föresträdesvis med mycket stora deplacement och höga tryck för att i första hand ge höga moment vid låga varvtal. Vanligt förekommande deplacementområden för radialkolvmotorer ligger i området 500–3000 cm³/varv med tillåtna varvtal c:a 100–300 rpm. En av de största radialkolvmotorerna på marknaden har ett deplacement på 250 000 cm³/varv (250 liter/varv) som vid ett arbetstryck på 350 bar avger ett moment på nära 1,4 miljoner Nm[källa behövs]. Motorns maximala varvtal är i detta fall 10 rpm.
Radialkolvmotorer finns i utföranden för montering direkt i drivhjulen på fordon inkluderande mekaniska lamellbromsar och eliminerar då behovet av konventionella växellådor, hjulaxlar, differentialväxlar, navreduktioner och separata mekaniska bromsar. Detta ger också möjligheter till oberoende placering av drivhjulen i förhållande till maskinchassit och kraftkällan vilket ger en stor frihet i uppbyggnaden av maskinkonceptet. Genom omkopplingar i hydraulsystemet som försörjer hjulmotorerna kan man med samma pumpkapacitet åstadkomma olika hastighetsområden och dragkraftsfördelningar mellan drivhjulen beroende på aktuella driftskrav. Radialkolvmotorer för drivhjulsapplikationer kan i de flesta fall också helt frikopplas varvid kolvarna frikopplas från motorns kamkurva. Motorn fungerar då som en ren axellagring för drivhjulet.
Fördelar med en hydraulmotor är bland annat att de ofta är momenttäta och effekttäta. En liten motor kan därför ge stort vridmoment och eller mycket effekt. Det är i många applikationer förhållandevis enkelt att ordna energiöverföring med hydraulslang och hydraulrör, jämfört med att använda drivaxlar med kardanknut.
Nackdelar är bland annat att det ofta blir högre förluster med hydraulmotor än att till exempel använda elektrisk energiöverföring och elmotor.

## Några exempel på tillverkare av radialkolvmotorer
- Bosch Rexroth AB (Sverige)
- Integrated Drives Sweden AB (Sverige)
- Sampo Hydraulics (Finland)
- Poclain Hydraulics (Frankrike)
- Staffa (United Kingdom)
- Bosch Rexroth AG (Tyskland)
- Integrated Drives Sweden AB